# Sesquimostarda
Sesquimostarda, é um organosulforado e organoclorado sintético, formulado em  {\displaystyle {\ce {C6H12Cl2S2}}}.